# Lowell Devils
I Lowell Devils sono stati una squadra di hockey su ghiaccio della American Hockey League, con sede a Lowell, Massachusetts, che ha giocato gli incontri casalinghi alla Tsongas Arena. Dal 1998 al 2006 la squadra aveva la denominazione di Lowell Lock Monsters. Nel 2006 la squadra venne acquistata dai New Jersey Devils prendendo il nome di Lowell Devils. Dal 2010 si è trasferita ad Albany diventando gli Albany Devils.

## Storia
Fondata con il nome di Lowell Lock Monsters nel 1998, la squadra fu per tre stagioni la principale formazione affiliata in AHL ai New York Islanders, mentre per la stagione 2000-01 fu la seconda affiliata ai Los Angeles Kings. Nel 2001 la squadra strinse un accordo con i Carolina Hurricanes, legandosi alla franchigia NHL per le successive cinque stagioni; per brevi periodi fu legata anche da rapporti con i Calgary Flames ed i Colorado Avalanche.
Nel 2006 la squadra fu comprata dai New Jersey Devils e cambiò nome prima della stagione 2006-07 in Lowell Devils. Nel febbraio 2010 la University of Massachusetts Lowell prese possesso dell'impianto di gioco dello Tsongas Center dalla città di Lowell. Vi furono trattative sul contratto di concessione dell'impianto fra l'Università e i New Jersey Devils in scadenza al termine della stagione 2009-10. Il 10 giugno 2010 i New Jersey Devils annunciarono ufficialmente il trasferimento della franchigia al Times Union Center di Albany a partire dal campionato di AHL 2010-2011, mentre la squadra assunse il nome di Albany Devils. Il trasferimento ad Albany fu reso possibile dal trasferimento degli Albany River Rats a Charlotte in Carolina del Nord con il nome di Charlotte Checkers.

### Affiliazioni
Nel corso della loro storia i Lowell Lock Monsters e successivamente i Lowell Devils sono stati affiliati alle seguenti franchigie della National Hockey League:
- New York Islanders: (1998-2001)
- Los Angeles Kings: (1999-2001)
- Carolina Hurricanes: (2001-2006)
- Calgary Flames: (2003-2005)
- New Jersey Devils: (2006-2010)

## Record stagione per stagione
| Stagione             | Division    | Gare | V  | S  | P  | OTL | SOL | Punti | GF  | GS  | Piazzamento | Play-off                                                        |
| -------------------- | ----------- | ---- | -- | -- | -- | --- | --- | ----- | --- | --- | ----------- | --------------------------------------------------------------- |
| Lowell Lock Monsters |             |      |    |    |    |     |     |       |     |     |             |                                                                 |
| 1998-99              | Atlantic    | 80   | 33 | 32 | 13 | 2   | -   | 81    | 219 | 237 | 1°          | perde 1º turno (Saint John) 0-3                                 |
| 1999-2000            | Atlantic    | 80   | 33 | 36 | 7  | 4   | -   | 77    | 228 | 240 | 3°          | vince 1º turno (Saint John) 3-0 perde 2º turno (Providence) 0-4 |
| 2000-01              | New England | 80   | 35 | 35 | 5  | 5   | -   | 80    | 225 | 244 | 4°          | vince 1º turno (Worcester) 1-3                                  |
| 2001-02              | North       | 80   | 41 | 25 | 11 | 3   | -   | 96    | 229 | 209 | 1°          | perde 1º turno (St. John's) 2-3                                 |
| 2002-03              | North       | 80   | 19 | 51 | 7  | 3   | -   | 48    | 175 | 275 | 5°          |                                                                 |
| 2003-04              | Atlantic    | 80   | 32 | 36 | 6  | 6   | -   | 76    | 208 | 242 | 6°          |                                                                 |
| 2004-05              | Atlantic    | 80   | 47 | 27 | -  | 5   | 1   | 100   | 242 | 190 | 3°          | vince 1º turno (Hartford) 4-2 perde 2º turno (Providence) 1-4   |
| 2005-06              | Atlantic    | 80   | 29 | 37 | -  | 6   | 8   | 72    | 222 | 257 | 5°          |                                                                 |
| Lowell Devils        |             |      |    |    |    |     |     |       |     |     |             |                                                                 |
| 2006-07              | Atlantic    | 80   | 38 | 30 | -  | 6   | 6   | 88    | 212 | 220 | 5°          |                                                                 |
| 2007-08              | Atlantic    | 80   | 25 | 43 | -  | 7   | 5   | 62    | 183 | 270 | 7°          |                                                                 |
| 2008-09              | Atlantic    | 80   | 35 | 36 | -  | 2   | 7   | 79    | 213 | 243 | 6°          |                                                                 |
| 2009-10              | Atlantic    | 80   | 39 | 31 | -  | 4   | 6   | 88    | 239 | 232 | 4°          | perde 1º turno (Worcester) 1-4                                  |

## Record della franchigia

### Singola stagione
Gol: 38  Chuck Kobasew (2004-05)
Assist: 56  Keith Aucoin (2005-06)
Punti: 85  Keith Aucoin (2005-06)
Minuti di penalità: 250  Louis Robitaille (2009-10)
Media gol subiti: 1.99  Cam Ward (2004-05)
Parate %: .937  Cam Ward (2004-05)

### Carriera
Gol: 77  Michael Zigomanis
Assist: 114  Michael Zigomanis
Punti: 191  Michael Zigomanis
Minuti di penalità: 321  Mark Fraser
Vittorie: 42  Jeff Frazee
Shutout: 6  Brent Krahn e Cam Ward
Partite giocate: 254  Michael Zigomanis

## Palmarès

### Premi di squadra
- Emile Francis Trophy: 1

2001-2002
- Sam Pollock Trophy: 1

1998-1999